# Clever Lara
Clever Lara (Rivera, Uruguay, 26 de noviembre de 1952) es un artista plástico, docente y curador uruguayo.

## Biografía
Realizó sus primeros estudios de pintura en su ciudad natal con el maestro Osmar Santos. Entre 1964 y 1968 asistió al taller de Edgardo Ribeiro en Montevideo. Entre 1975 y 1979 fue docente en el Instituto de Bellas Artes San Francisco de Asís y luego instaló su propio taller de enseñanza en Montevideo, en el cual ha formado a numerosos artistas, tarea con la que continúa en la actualidad. 
En 1984 recibió la Beca Guggenheim con la que realizó estudios de grabado en metal en Nueva York y Valdottavo-Luca, Italia, con Luis Camnitzer. Representó a su país en la Bienal de Venecia en 1986 y en la Bienal de San Pablo en 1981 y 1994 y recibió numerosos premios nacionales e internacionales.
En 1988 fue distinguido por la Fund for Artists Colonies, Estados Unidos y en 2001 recibió el Premio Figari en reconocimiento a su trayectoria.

## Obra
Su obra es de estilo naturalista, grandes lienzos en los cuales la pintura chorrea y se desvanece en los márgenes, creando un aura de irrealidad onírica. Compone bodegones en los que integra diversos objetos recuperados como muñecas rotas, cartones, ovillos de lana, fajas de tejidos precolombinos, tablas, escobas, etc. Configura sus creaciones con objetos triviales abandonados, generando una mirada reflexiva sobre los desechos humanos.